# 圣马蒂诺-迪卢帕里
圣马蒂诺-迪卢帕里（義大利語：San Martino di Lupari）是意大利威尼托大区帕多瓦省的一个市镇。总面积24.27平方公里，人口13188人，人口密度543.4人/平方公里（2009年）。国家统计（ISTAT）代码为028077。